# Jože Gorjup
Jože Gorjup, slovenski slikar, kipar in grafik, * 20. april 1907, Kostanjevica na Krki, † 30. april 1932, Ljubljana.
Prve pobude je Gorjup dobil pri grafikah B. Jakca, v Zagrebu kjer je od 1925 do 1927 študiral kiparstvo pa mu je bil vzor Ivan Meštrović. Gorjup je nato od 1927 do 1930 študiral slikarstvo v Firencah. Po končanem študiju se je 1930 vrnil v rodno Kostanjevico. V Italiji in nato po vrnitvi v Kostanjevico na Krki je ustvarjal tudi pod vtisom renesančne umetnosti in italijanske nove stvarnosti, zlasti statične, arkadijsko občutene figuralne kompozicije. Sinteza njegovega dela je poslikava podružnične cerkve sv. Miklavža v Kostanjevici na Krki (1931), s katero se je opazno vključil v prenovo slovenskega cerkvenega slikarstva.
Stalna zbirka Gorjupovih del je v Galeriji Božidar Jakac v Kostanjevici na Krki 